# Red Dead
Red Dead — серія пригодницьких ігор у жанрі вестерн, створена і видана компанією Rockstar Games. Перша частина серії, Red Dead Revolver, вийшла на PlayStation 2 та Xbox у травні 2004 року. Спочатку розроблена компанією Capcom, Red Dead Revolver запозичила елементи з їхньої аркади 1985 року Gun.Smoke, якій вона мала стати духовною спадкоємицею, але гру було скасовано у 2002 році. Згодом, після придбання прав, компанія Rockstar придбала Red Dead Revolver і розширила її.
Red Dead Redemption, розроблена студією Rockstar San Diego (яка також працювала над її попередницею), вийшла у травні 2010 року для PlayStation 3 та Xbox 360, отримавши визнання критиків та комерційний успіх. До 2017 року було продано понад 15 мільйонів копій, і гра отримала безліч нагород від численних ігрових видань, що робить її однією з найкращих ігор усіх часів. До гри було створено кілька DLC, зокрема Undead Nightmare, однокористувацьке доповнення, пізніше випущене як окрема гра. Видання гри Game of the Year включає весь додатковий контент.
Red Dead Redemption 2, розроблена Rockstar Games, вийшла 26 жовтня 2018 року для PlayStation 4 і Xbox One, 5 листопада 2019 року для Windows і 19 листопада 2019 року для Stadia. Гра також отримала широке визнання та комерційний успіх, принісши 725 мільйонів доларів доходу за три дні та продавши 23 мільйони копій за два тижні. Вона вважається прикладом відеоігор як виду мистецтва, а також однією з найкращих відеоігор, коли-небудь створених. Її багатокористувацька онлайн-версія, Red Dead Online, була випущена в бета-версії 27 листопада 2018 року і отримала змішані відгуки, а 15 травня 2019 року вийшла повна версія, яка отримала більше позитивних відгуків.

## Ігри
| Рік                   | Назва                                 | Розробник          | Платформа                                            |
| --------------------- | ------------------------------------- | ------------------ | ---------------------------------------------------- |
| 2004                  | Red Dead Revolver                     | Rockstar San Diego | PlayStation 2 Xbox                                   |
| 2010                  | Red Dead Redemption: Gunslingers      | Rockstar Games     | —                                                    |
| 2010                  | Red Dead Redemption                   | Rockstar San Diego | PlayStation 3 Xbox 360 PlayStation 4 Nintendo Switch |
| 2010                  | Red Dead Redemption: Undead Nightmare | Rockstar San Diego | PlayStation 3 Xbox 360 PlayStation 4 Nintendo Switch |
| 2018                  | Red Dead Redemption 2                 | Rockstar Studios   | PlayStation 4 Xbox One Windows Stadia                |
| 2019                  | Red Dead Online                       | Rockstar Studios   | PlayStation 4 Xbox One Windows Stadia                |
| Примітки: 1. 2. 3. 4. |                                       |                    |                                                      |

### Red Dead Revolver
Red Dead Revolver — перша частина серії, випущена для PlayStation 2 та Xbox у 2004 році. Дія Red Dead Revolver розгортається у 1880 році, за часів американського Старого Заходу, коли мисливець за головами Ред Гарлоу розкриває змову, яка вбила його батьків, і мстить винним. З точки зору канонічності до наступних ігор Redemption, Ден Гаузер припустив, що дія Revolver відбувається в окремому всесвіті, але версія подій, описаних у сюжеті, все одно могла мати місце через природу легенд, що розповідаються у світі ігор серії Red Dead.

### Red Dead Redemption
Red Dead Redemption — друга частина серії Red Dead, духовна спадкоємиця Red Dead Revolver. Гра вийшла у 2010 році для PlayStation 3 та Xbox 360. Дія гри відбувається у 1911 році, під час занепаду американського Старого Заходу та Мексиканської революції. Гра розповідає про Джона Марстона, колишнього злочинця, чию сім'ю викрадає Бюро розслідувань. В обмін на повернення сім'ї Джон вирушає на полювання за вцілілими членами своєї колишньої банди, в процесі досягаючи завершення і спокути за свої минулі дії.
Undead Nightmare — це неканонічне доповнення до Red Dead Redemption, яке розповідає про спроби Джона знайти ліки від зомбі-чуми, що заразила його родину. Окремий диск під назвою Red Dead Redemption: Undead Nightmare Collection, який не вимагає наявності оригінальної гри Red Dead Redemption, був випущений в Північній Америці 22 листопада 2010 року. 17 серпня 2023 Rockstar Games видала Red Dead Redemption та Undead Nightmare для Nintendo Switch та PlayStation 4, розробкою перевидання яких займалась студія Double Eleven. Фізичні версії заплановано випустити на 13 жовтня.

### Red Dead Redemption 2
Red Dead Redemption 2 — це приквел Red Dead Redemption і третя основна частина серії, випущена для PlayStation 4 і Xbox One у жовтні 2018 року, а також для Windows і Stadia в листопаді 2019 року. Її історія розповідає про Артура Морґана, члена сумнозвісної банди Ван дер Лінде, у 1899 році, в роки занепаду американського Старого Заходу та зникнення епохи розбійників і стрільців. У грі з'являється кілька персонажів з Red Dead Redemption, зокрема молодший Джон Марстон, його сім'я та інші члени банди — Датч ван дер Лінде, Білл Вільямсон і Хав'єр Ескуелла. Багато уваги приділено моралі Артура та його стосункам з іншими персонажами, насамперед з Джоном, з яким його пов'язують майже братерські стосунки, і Датчем, який повільно божеволіє, коли банда стикається з новими проблемами.
Red Dead Online — це багатокористувацьке доповнення Red Dead Redemption 2, яке вийшло у травні 2019 року, після кількох місяців бета-тестування. Дія розгортається за рік до початку однокористувацької історії, у 1898 році, і розповідає про мовчазного протагоніста, якого звинувачують у вбивстві та заарештовують. Після втечі з в'язниці гравець отримує завдання від своїх рятівників знайти справжніх винуватців в обмін на доведення своєї невинуватості. З моменту релізу гра отримала кілька оновлень контенту, які розширили ігрові режими, місії та інші активності, в яких можуть брати участь гравці. У грудні 2020 року вийшов окремий клієнт для гри.

### Майбутнє
У жовтні 2018 року Ден Гаузер заявив, що Rockstar може розробити наступну частину серії залежно від успіху Red Dead Redemption 2.

## Спільні особливості

### Ігровий процес
У кожній грі франшизи гравець бере на себе роль злочинця в останні роки існування американського Старого Заходу. Усі три частини — від третьої особи (хоча Red Dead Redemption 2 дає можливість грати і від першої особи), проте між ними є суттєві відмінності. Перша гра серії має лінійну сюжетну лінію з фіксованими, обмеженими локаціями. Red Dead Redemption, натомість, надає гравцеві відкритий світ і різноманітні можливості для дослідження, випадкових зустрічей та побічних місій. Red Dead Redemption 2 — найбільша і найбільш захоплююча з трьох ігор, що надає гравцеві набагато більше можливостей і активностей, ніж у попередніх частинах. Бої та перестрілки є фундаментальною частиною франшизи; гравці можуть прикриватися, вести вогонь наосліп, вільно прицілюватися і вступати в фізичні сутички з ворогами. У всіх трьох іграх представлено велику кількість зброї, як правило, гвинтівки та револьвери. Коні, диліжанси та потяги є основними засобами пересування в усіх трьох іграх, що зумовлено періодом, в якому відбувається дія.

### Мертве око
Фірмовою ігровою механікою серії є «Мертве око», яка заповнює прогалину між винятковою стрілецькою майстерністю головного героя та обмеженнями швидкості та координації людини-гравця. На короткий час вона дозволяє гравцеві цілитися в мішені в сповільненому темпі, щоб підвищити точність пострілу. Після того, як гравець розфарбував мішені, час повертається до нормального режиму, і гравець атакує їх шквалом куль у швидкій послідовності. Система «Мертве око» в Red Dead Redemption і Red Dead Redemption 2 була вдосконалена, оскільки вона вирівнюється в міру проходження гри, надаючи гравцеві більше можливостей при її використанні.

### Честь
Red Dead Redemption привносить у франшизу нову механіку, яка була вдосконалена в Red Dead Redemption 2: систему моралі, де гравець отримує позитивну або негативну «честь». Добрі вчинки, такі як порятунок мешканців міста від небезпеки, підвищують рівень честі гравця, тоді як зловмисні дії, такі як заподіяння шкоди невинним людям або крадіжка, знижують рівень честі гравця. Гравець повинен уважно ставитися до системи честі, оскільки вона може впливати на те, як світ взаємодіє з персонажем.

### Сетинг
Всі ігри серії відбуваються за часів Дикого Заходу. Дія Red Dead Revolver відбувається в невизначений момент часу в 1880-х роках, тоді як дія Redemption розгортається переважно в 1911 році (з епілогом у 1914 році), а дія Redemption 2 — у 1899 році (з епілогом у 1907 році). У той час як естетика і атмосфера Revolver нагадує фільми, дія яких відбувається на Дикому Заході, дві інші гри зображують останні два десятиліття цього періоду, коли по всій території Сполучених Штатів з'являються нові фабрики, машини, транспортні засоби та сучасні технології, що знаменують собою модернізацію суспільства. У Redemption і Redemption 2 мапа зазнає кількох змін між двома різними часовими періодами, наприклад, будуються нові будинки, а NPC набувають нового вигляду.
Місце дії Red Dead Revolver є досить мінливим, оскільки Ред переїжджає з міста в місто впродовж гри. Найвизначнішою локацією є місто Брімстоун, яке виступає як центр між кількома місіями. Дія гри відбувається у Сполучених Штатах, у невідомому регіоні, переважно пустелі, хоча деякі рівні також мають лісові чи гірські пейзажі.
Red Dead Redemption пропонує гравцеві більш значну взаємодію з навколишнім середовищем, а його локація більша, ніж у попередній грі. Вона варіюється від каньйонів до пустель, але гравець не може дійти до зовнішньої межі через кордони, що оточують місцевість (гори та глибокі яри). Є кілька міст і поселень, які гравець може відвідати, кожне зі своїми жителями (з якими гравець може взаємодіяти). Карта охоплює два вигадані штати США: Нью-Остін (переважно пустеля) і Вест-Елізабет (з густими лісами і гірською місцевістю), а також мексиканський штат Нуево-Параїсо (також переважно пустельна місцевість).
Світ Red Dead Redemption 2 значно розширився порівняно з попередньою грою і став набагато більш захопливим, реалістичним і чутливим. І Нью-Остін, і Вест-Елізабет з Red Dead Redemption повертаються, хоча вони були розширені новими регіонами і містами, а також додано три нові штати: Амбаріно (який в основному є гірською пустелею), Нью-Ганновер (широка долина, яка включає в себе безліч невеликих поселень, в тому числі місто Валентайн), і Лемойн (складається із заливних річок і плантацій, а також розташування невеликого містечка Родос і великого промислового міста Сен-Дені).

## Сприйняття
Серія Red Dead, особливо друга і третя частини, отримала високі оцінки критиків. Red Dead Redemption, що отримала в середньому 95 % позитивних відгуків на обох сайтах Metacritic та GameRankings, здобула численні нагороди, включаючи звання «Гра року» за версією GameSpy та GameSpot, і вважається однією з найкращих ігор усіх часів. Рецензенти високо оцінили візуальні ефекти, музику, акторську гру, геймплей у відкритому світі та сюжет. У жовтні 2011 року вийшло видання «Game Of The Year» з усім додатковим контентом. Red Dead Redemption 2, що отримала в середньому 97 % на Metacritic для обох консольних платформ, також отримала широке визнання критиків, які відзначили ті ж аспекти, а також значний рівень деталізації, отримавши низку нагород від видань.

### Продажі
Станом на 2 липня 2010 року Red Dead Revolver розійшлася в Північній Америці накладом 920 000 копій. Red Dead Redemption побила рекорди попередньої гри, відвантаживши понад 11 мільйонів копій до серпня 2011 року і понад 15 мільйонів копій до лютого 2017 року. Однак Red Dead Redemption 2 стала найвищим комерційним досягненням франшизи. За три дні гра принесла 725 мільйонів доларів доходу, офіційно маючи найбільший стартовий вікенд в історії індустрії розваг, а також ставши другою найпродаванішою розважальною грою після Grand Theft Auto V, ще однієї широко популярної гри від Rockstar Games. За два тижні після запуску гра розійшлася тиражем понад 17 мільйонів одиниць, перевищивши таким чином продажі своїх попередників за весь час. Станом на березень 2023 року продажі двох ігор серії Red Dead Redemption перевищили 75 мільйонів одиниць.